# Allium cristophii
Allium cristophii là một loài thực vật có hoa trong họ Amaryllidaceae. Loài này được Trautv. mô tả khoa học đầu tiên năm 1884.

## Hình ảnh

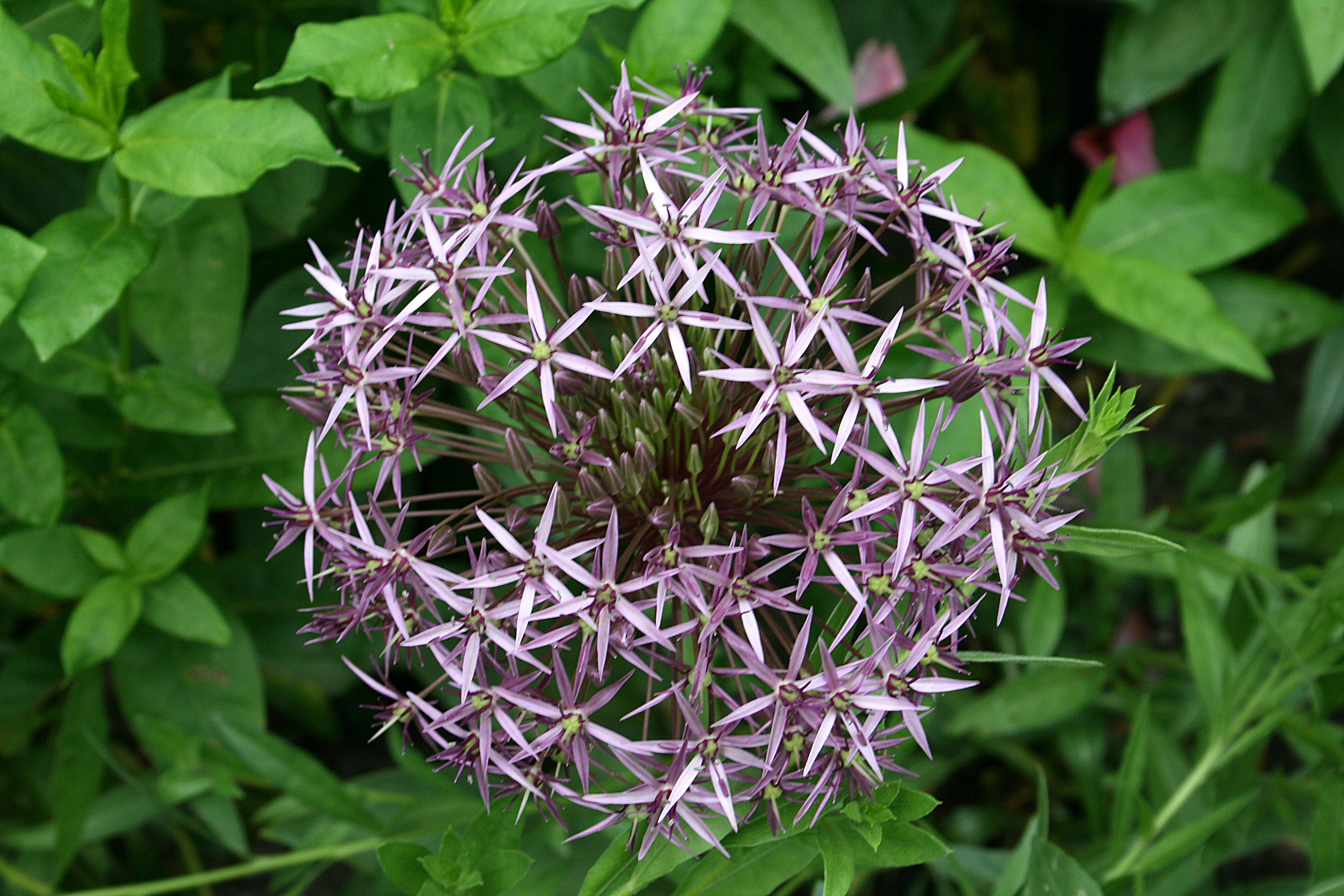
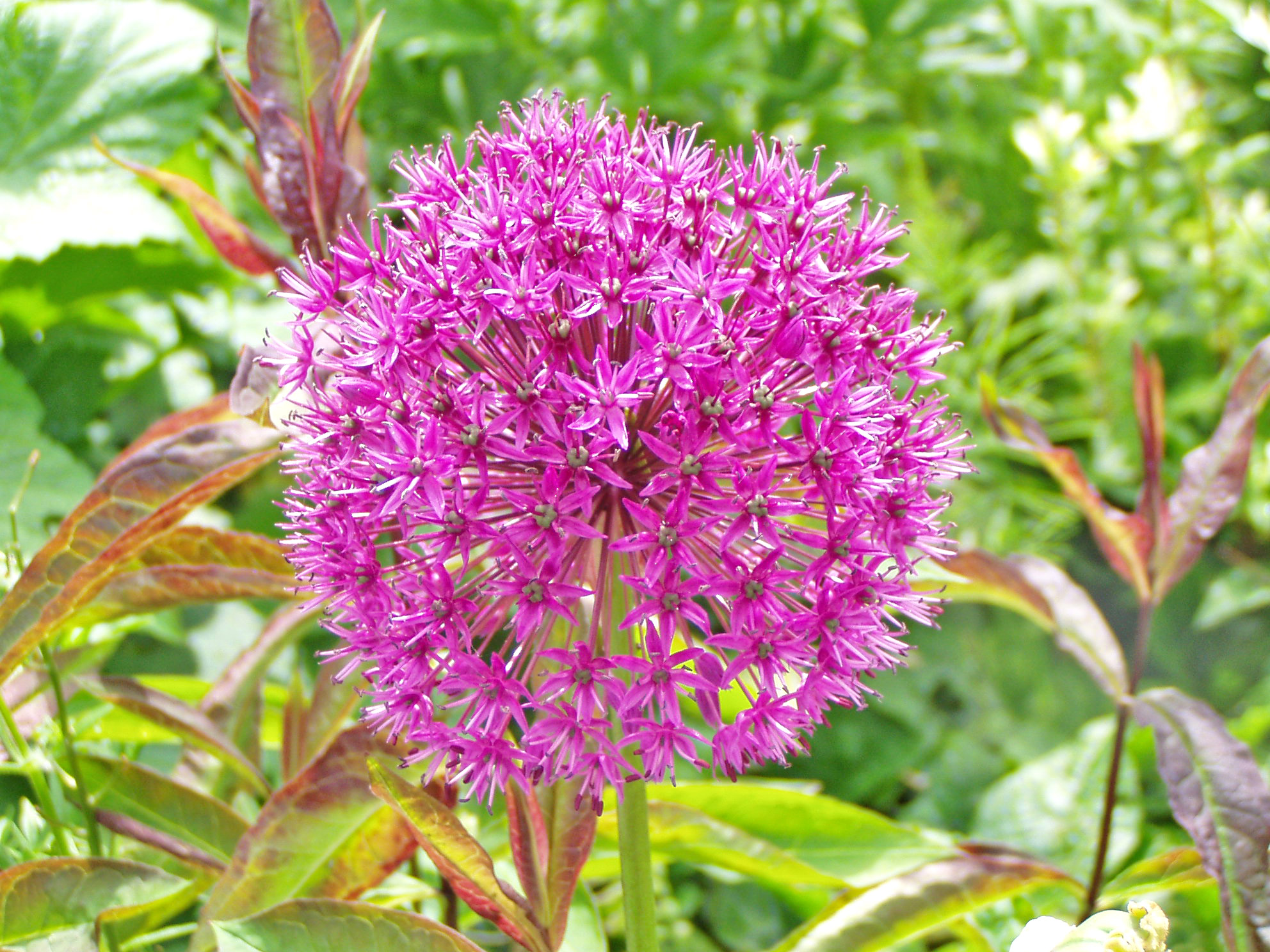
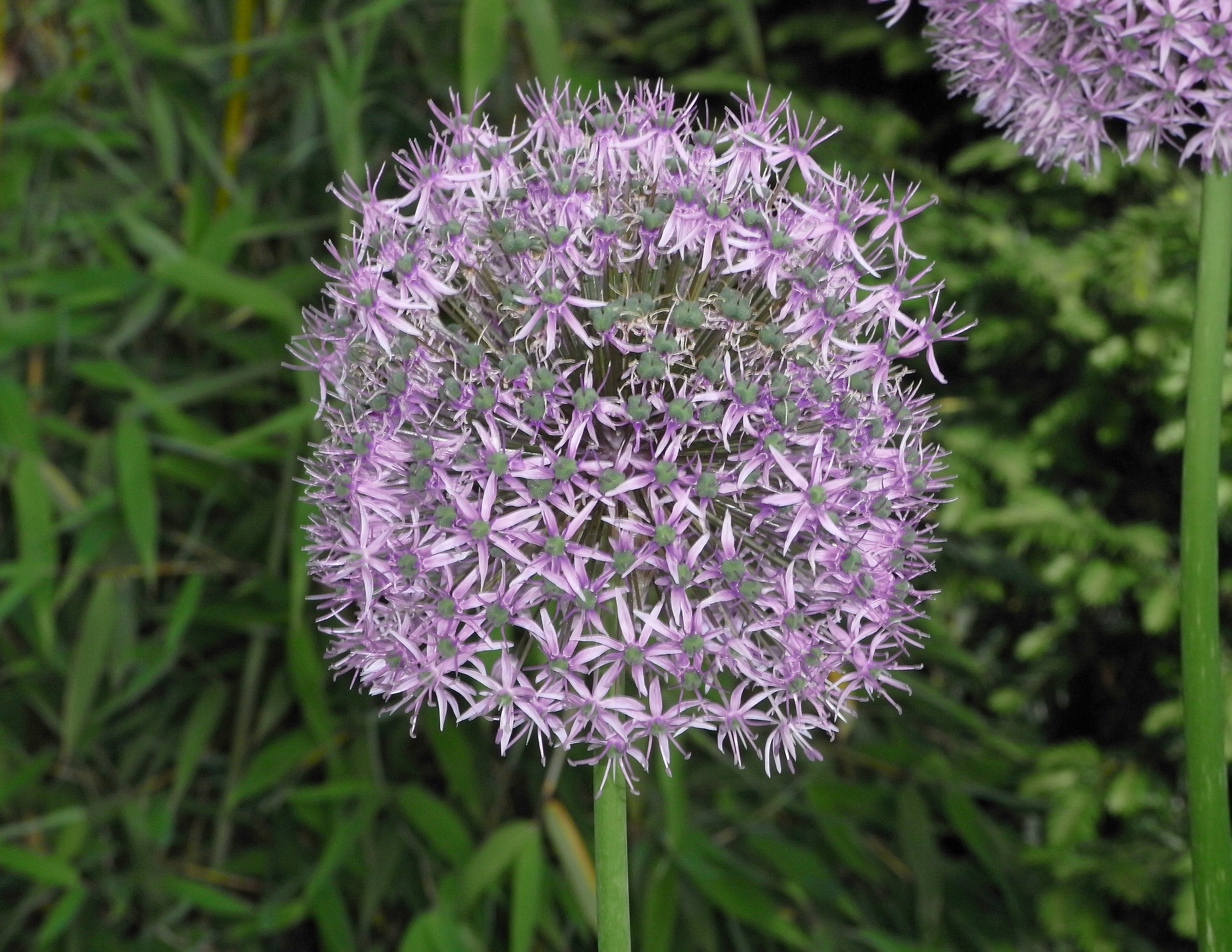
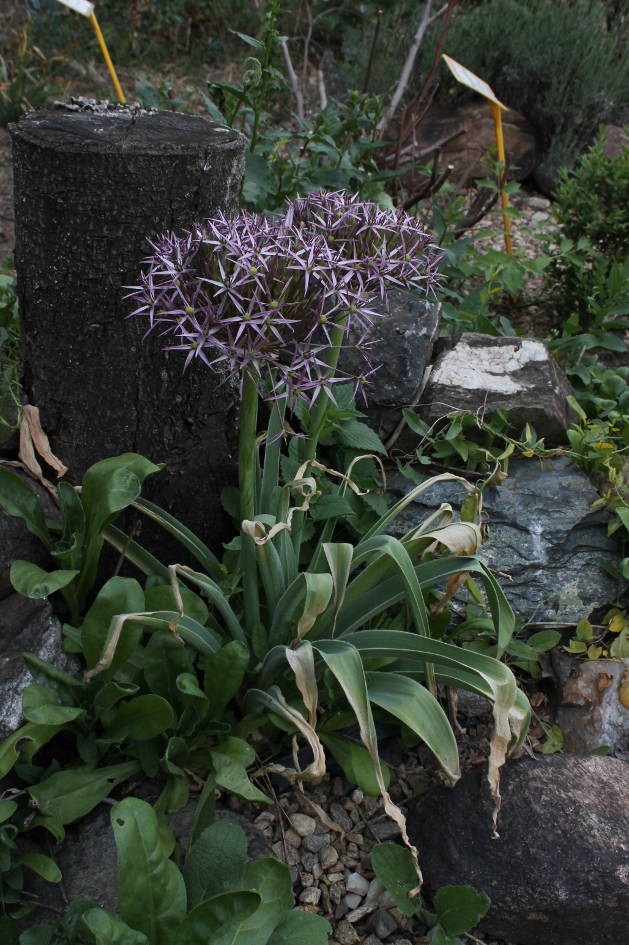